# Renato Fasano
Renato Fasano (21. august 1902 – 3. august 1979) var en italiensk komponist, dirigent og musikforsker.
Renato Fasano begyndte sine studier i sin fødeby Neapel og oprettede kammerorkestret "Collegium Musicum Italicum", som i 1947 skiftede navn til "I Virtuosi di Roma". Det lille orkester formåede at popularisere barokmusikken og gav ved flere lejligheder koncerter i København. Som dirigent dirigerede Fasano værker af blandt andre Arcangelo Corelli, Baldassarre Galuppi, Alessandro Marcello, Giovanni Paisiello, Giovanni Battista Pergolesi, og Antonio Vivaldi. Han var også ophavsmanden til "Piccolo Teatro Musicale Italiano" i 1957.
Fasano udgav flere musikvidenskabelige arbejder og komponerede både orkestermusik, kammermusik og vokalmusik.